# كيندال كارل كامبل
كيندال كارل كامبل (بالإنجليزية: Kendall Carl Campbell)‏ هو ضابط أمريكي، ولد في 25 يوليو 1917 في غاردن سيتي في الولايات المتحدة، وتوفي في 10 مارس 1942 في بحر المرجان في أستراليا.